# Ala de curvatura variable
Una ala de curvatura variable és un tipus d'ala d'aeronau que permet modificar la curvatura del perfil alar durant el vol.
En un sistema, les seccions d'atac i de sortida de tota l'ala pivoten per augmentar-ne la curvatura efectiva. Aquest enfocament pot potenciar la sustentació a baixa velocitat i així reduir la distància d'enlairament, així com millorar la maniobrabilitat del vehicle en l'aire. El Westland N.16, del 1917, en portava un exemple primitiu.
Encara que els flaps situats al caire d'atac o sortida d'una ala en canvien la curvatura i, de tant en tant, són descrits com a dispositius de curvatura variable, no modifiquen la principal superfície sustentadora de la mateixa manera que una ala de curvatura variable.
S'han provat diversos altres mecanismes, incloent-hi un dispositiu que controla la ubicació i la forma de tota la superfície superior del perfil; un pont retràctil que connecta dues ales diferents amb una alta relació d'aspecte, convertint-les així en una sola ala de baixa relació d'aspecte; o mitjançant segments telescòpics que es poden fer sortir per augmentar el gruix, la corda i la forma de la part corresponent de l'ala. En canvi, l'ala variable Parker tenia un perfil que era completament flexible.